# Dipoena redunca
Dipoena redunca är en spindelart som beskrevs av Zhu 1998. Dipoena redunca ingår i släktet Dipoena och familjen klotspindlar. Inga underarter finns listade i Catalogue of Life.